# Тучубаєво
Тучуба́єво (рос. Тучубаево, башк. Тусыбай) — село у складі Балтачевського району Башкортостану, Росія. Адміністративний центр Тучубаєвської сільської ради.
Населення — 381 особа (2010; 464 у 2002).
Національний склад:
- башкири — 84 %